# България на летните олимпийски игри 1988
България се състезава на Летните олимпийски игри 1988 в Сеул, Южна Корея. Страната печели общо 35 медала - 10 от които златни и се класира на 7-о място в общото класиране. Страната се завръща на олимпийската сцена, след като пропуска олимпийските игри в Лос Анджелис през 1984 година.

## Медалисти
| Медал          | Спортист                                                    | Вид спорт               | Дисциплина                 |
| -------------- | ----------------------------------------------------------- | ----------------------- | -------------------------- |
| Златен медал   | Христо Марков                                               | Лека атлетика           | троен скок                 |
| Златен медал   | Йорданка Донкова                                            | Лека атлетика           | 100м с препятствия         |
| Златен медал   | Ивайло Маринов                                              | Бокс                    | до 48 кг                   |
| Златен медал   | Ваня Гешева                                                 | Кану-каяк               | каяк, 500м                 |
| Златен медал   | Любомир Герасков                                            | Спортна гимнастика      | кон с гривни               |
| Златен медал   | Таню Киряков                                                | Спортна стрелба         | Въздушен пистолет          |
| Златен медал   | Таня Богомилова                                             | Плуване                 | 100м бруст                 |
| Златен медал   | Севдалин Маринов                                            | Вдигане на тежести      | до 52 кг                   |
| Златен медал   | Борислав Гидиков                                            | Вдигане на тежести      | до 75 кг                   |
| Златен медал   | Атанас Комшев                                               | Борба                   | класическа борба, до 90 кг |
| Сребърен медал | Стефка Костадинова                                          | Лека атлетика           | Висок скок                 |
| Сребърен медал | Александър Христов                                          | Бокс                    | до 54 кг                   |
| Сребърен медал | Ваня Гешева и Диана Палийска                                | Кану-каяк               | кану, двойки 500 м         |
| Сребърен медал | Адриана Дунавска                                            | Художествена гимнастика | Многобой                   |
| Сребърен медал | Лалка Берберова и Радка Стоянова                            | Академично гребане      | двойка скул без рулеви     |
| Сребърен медал | Весела Лечева                                               | Спортна стрелба         | 50 м пушка от 3 положения  |
| Сребърен медал | Антоанета Френкева                                          | Плуване                 | 100м бруст                 |
| Сребърен медал | Стефан Топуров                                              | Вдигане на тежести      | до 60 кг                   |
| Сребърен медал | Стоян Балов                                                 | Борба                   | класически стил, до 57 кг  |
| Сребърен медал | Живко Вангелов                                              | Борба                   | класически стил, до 62 кг  |
| Сребърен медал | Рангел Геровски                                             | Борба                   | класически стил, до 130 кг |
| Сребърен медал | Иван Цонов                                                  | Борба                   | свободен стил, до 48 кг    |
| Бронзов медал  | Цветанка Христова                                           | Лека атлетика           | хвърляне на диск           |
| Бронзов медал  | Мартин Маринов                                              | Кану-каяк               | кану, 500 м                |
| Бронзов медал  | Николай Бухалов                                             | Кану-каяк               | кану, 1000 м               |
| Бронзов медал  | Ваня Гешева Борислава Иванова Диана Палийска Огняна Петкова | Кану-каяк               | четворка каяк, 500 м       |
| Бронзов медал  | Диана Дудева                                                | Спортна гимнастика      | земя                       |
| Бронзов медал  | Магдалена Георгиева                                         | Академично гребане      | скиф                       |
| Бронзов медал  | Стефка Мадина и Виолета Нинова                              | Академично гребане      | двойка скул                |
| Бронзов медал  | Антоанета Френкева                                          | Плуване                 | 200м бруст                 |
| Бронзов медал  | Мануела Малеева                                             | Тенис                   | индивидуално               |
| Бронзов медал  | Александър Върбанов                                         | Вдигане на тежести      | до 75 кг                   |
| Бронзов медал  | Братан Ценов                                                | Борба                   | класически стил, до 48 кг  |
| Бронзов медал  | Симеон Щерев                                                | Борба                   | свободен стил, до 62 кг    |
| Бронзов медал  | Рахмат Софиади                                              | Борба                   | свободен стил, до 74 кг    |